# Olive de Brescia
Pour les articles homonymes, voir Sainte Olive.
Sant'Oliva de Brescia, ou Olivia de Brescia, Olive de Brescia en français, morte entre 117 et 138 à Brescia, est une martyre paléochrétienne, une vierge et sainte tuée pour sa foi lors de la persécution des chrétiens sous l'empereur Hadrien. Son jour de commémoration est le 5 mars.
On sait très peu de choses sur sainte Oliva, vénérée à Brescia, dans la Province de Brescia, en Lombardie, en Italie. Son culte est même devenu obsolète. Dans la Bibliotheca Sanctorum, elle est signalée comme vierge, martyre et sainte. Selon les Bollandistes, sa fête tombe le 5 mars, tandis que pour Faino c’est le 18 avril.
Sa vie, considérée par les hagiographes eux-mêmes comme le fruit de la fantaisie, est simple et correspond au stéréotype des martyrs des premiers siècles : Oliva, une chrétienne, surprise en train de prier sur les tombes des martyrs brescians, est arrêté. Conduite devant Aureliano, préfet de la cité, elle est torturée pour l'inciter à renoncer à sa foi, mais elle résiste longtemps. Elle meurt en priant en l'an 119.
Ses reliques se trouvent dans l'église de Sainte-Afra à Brescia, d'autres dans l'église des Capucins de Salò au bord du lac de Garde.